# Brooke Shieldsová
Brooke Shieldsová, rodným jménem Brooke Christa Camille Shields, (* 31. května 1965, New York, USA) je americká herečka, spisovatelka a modelka. Mezi její známější filmy patří Děvčátko a Modrá laguna, ze seriálů pak Správná Susan, Zlatá sedmdesátá a Džungle rtěnek.

## Dětství
Narodila se v New Yorku do dobře známé americké rodiny s kořeny mezi italskou šlechtou. Její babička byla italská kněžna Donna Marina Torlonia. Otec Frank Shields byl podnikatel a matka Teri zahájila její kariéru.
Své prostřední jméno Camille získala v 10 letech při biřmování. Rodiče se rozvedli v jejím dětství, má tři poloviční sestry a dva nevlastní sourozence. Nejdříve bydlela na Manhattanu, později v New Jersey.
Měla pouze 5 dní, když se její matka rozhodla vybudovat jí kariéru. Když jí bylo 8, pózovala nahá a v 10 letech dostala zaplaceno za to, že se objevila v Playboyi. V 16 letech za sebou měla již šestnáct let kariéry a vydělala více než prezident Spojených států. Zakladatelka Ford Models Eileen Ford o Brooke Shields řekla: "...Je profesionální dítě a jedinečná. Vypadá jako dospělá a také tak myslí."

## Kariéra

### Modeling
Svou modelingovou kariéru zahájila v roce 1966 v pouhých 11 měsících. Její první práce byla pro Ivory Soap, kdy ji fotografoval Francesco Scavullo. Pokračovala jako úspěšná dětská modelka s agentkou Eileen Ford, která tvrdí, že svou dětskou divizi zřídila jen kvůli ní. V roce 1980, ve svých 14 letech, se stala nejmladší modelkou, která se objevila na obálce módního magazínu Vogue. V témže roce se objevila v kontroverzní reklamě na džíny Calvina Kleina. V televizní verzi reklamy pronášela proslulý slogan: "Chcete vědět, co je mezi mnou a mými džínami od Calvina? Nic."
Do svých 16 let se její tvář stala jednou z nejrozpoznatelnějších tváří na světě díky dvojité kariéře modelky a dětské herečky. Často se objevovala na obálkách různých módních časopisů a stala se pravidelným návštěvníkem newyorského nočního klubu Studio 54.
V roce 2009 způsobily rozruch její nahé fotografie Richarda Prince Spiritual America, které byly pořízeny, když jí bylo 10 let. Po varování od policie byly odstraněny z výstavy v Tate Modern.

### Herectví
Její první hlavní filmová role byla v roce 1978 ve filmu Louise Malleho Děvčátko, kde hrála dítě, které žilo v nevěstinci. Ve filmu se objevilo mnoho nahých scén. Protože jí v době natáčení bylo pouze 11 let, objevil se problém, zda nejde o dětskou pornografii. Následoval méně kontroverzní a také méně známý film Wanda Nevada.
Na začátku osmdesátých let přišly dodnes snad její nejznámější filmy Modrá laguna, který také obsahoval několik nahých scén náctiletých milenců z tropického ostrova, a Endless Love. V letech 1981–1984 čtyřikrát za sebou vyhrála People's Choice Award v kategorii nejoblíbenější mladý umělec. V osmdesátých letech účinkovala také v mnoha televizních pořadech, např. The Muppet Show.
V letech 1983–1987 přerušila svou kariéru, aby se mohla věnovat studiu na Princetonské univerzitě. Zde vystudovala francouzskou literaturu. Její diplomová práce se týkala právě dětské a adolescentní filmové kariéry.
Díky roli stalkera Joeyho Tribbianiho v seriálu Přátelé získala v roce 1996 svůj vlastní sitcom Správná Susan, za který znovu zvítězila v People's Choice Award a získala dvě nominace na Zlatý glóbus.
V roce 1998 si ve filmu Maléry paní Margaret zahrála lesbu Lily. O tři roky později ztvárnila v televizním filmu Kauza: Dítě další lesbickou postavu. Spolu s Cherry Jones hrály v příběhu podle skutečné události zaregistrovaný lesbický pár, který bojoval o své dítě.
Několikrát hostovala v seriálu Zlatá sedmdesátá v roli Pam Burkhart, matky postavy Jackie v podání Mily Kunis. Objevila se také v seriálech Dva a půl chlapa, Plastická chirurgie s. r. o. či Hannah Montana, kde hrála Mileyinu zemřelou matku. Pravidelnou seriálovou roli získala Shieldsová v roce 2008 v seriálu Džungle rtěnek, který byl ovšem o rok později zrušen. V roce 2010 se objevila jako Frankieho sousedka-nemesis v seriálu Průměrňákovi.
Objevila se také v mnoha jevištních představeních. Většinou šlo o přepracované muzikály jako Pomáda, Cabaret, Wonderful Town nebo Chicago na Broadwayi. V Chicagu hrála také na londýnském West Endu.

## Osobní život
V osmdesátých letech během studia na Princetonu chodila se spolužákem Deanem Cainem. Byla také spojována s John F. Kennedym mladším, hercem Liamem Neesonem, zpěvákem Georgem Michaelem, nebo japonským princem Naruhitem. Přátelila se také s Dodim Fayedem.
V letech 1997–1999 byla vdaná za tenistu Andre Agassiho, jejich sňatek byl anulován, chodili spolu od roku 1993. V roce 2001 se vdala za televizního scenáristu Chrise Henchyho, se kterým má dvě dcery – Rowen Francesovou (nar. 15. května 2003) a Grier Hammondovou (nar. 18. dubna 2006).
V roce 2005 začala veřejně mluvit o své poporodní depresi, způsobené mnoha faktory v jejím životě (např. krátce před porodem zemřel její otec), aby rozšířila povědomí o této chorobě, psala o tom i ve své knize Down Came the Rain, a mluvila o výhodě antidepresiv. Kvůli tomu se dostala do sporu s Tomem Cruisem. Ten vyznává scientologii a je skeptický k psychiatrii. Brooke Shields na Cruiseovo prohlášení reagovala tím, že bez pomoci lékařů v boji proti poporodní depresi by se z ní nedostala a nemohl by se z ní stát ten milující rodič, kterým je dnes. Cruise se jí později soukromě omluvil a Shieldsová s manželem pak navštívili jeho svatbu s Katie Holmesovou.
V roce 2009 mluvila při posledním rozloučení se svým přítelem zpěvákem Michaelem Jacksonem ve Staples Center v Los Angeles. Byli dlouholetí přátelé a pobývali spolu třeba na předávání Grammy v roce 1993. Řekla také, že ji Jackson několikrát žádal o ruku a chtěl s ní adoptovat dítě.

## Filmografie
| Rok       | Film/seriál                                        | Role                      | Poznámky |
| --------- | -------------------------------------------------- | ------------------------- | --- |
| 1974      | After the Fall                                     | Quentinova dcera          | TV film |
| 1976      | Alice, sladká Alice                                | Karen Spages              | |
| 1977      | The Prince of Central Park                         | Kristin                   | TV film |
| 1978      | Děvčátko                                           | Violet                    | |
| 1978      | Král cikánů                                        | Tita                      | |
| 1979      | Tilt                                               | Tilt                      | |
| 1979      | Wanda Nevada                                       | Wanda Nevada              | |
| 1979      | Just You and Me, Kid                               | Kate                      | |
| 1979      | Téměř dokonalá aféra                               |                           | nebyla uvedena v titulcích                                                                                         |
| 1980      | Modrá laguna                                       | Emmeline                  | Zlatá malina v kategorii Nejhorší herečka                                                                          |
| 1981      | Endless Love                                       | Jade Butterfield          | nominace na Zlatou malinu v kategorii Nejhorší herečka                                                             |
| 1982      | The Doctors                                        | Elizabeth Harrington      | |
| 1983      | Sahara                                             | Dale                      | Zlatá malina v kategorii Nejhorší herec ve vedlejší roli nominace na Zlatou malinu v kategorii Nejhorší herečka    |
| 1984      | Muppets dobývají Manhattan                         | zákaznice                 | |
| 1984      | Wet Gold                                           | Laura                     | TV film |
| 1988      | The Diamond Trap                                   | Tara Holden               | TV film |
| 1989      | Závodní horečka                                    | stewardka                 | Zlatá malina v kategorii Nejhorší herečka ve vedlejší roli                                                         |
| 1989      | Brenda Starr                                       | Brenda Starr              | |
| 1990      | Tulácké sny                                        | Stevie                    | |
| 1992      | Quantum Leap                                       | Vanessa Foster            | díl: „Leaping of the Shrew“                                                                                        |
| 1992      | Nespoutaná divočina                                | Christine Shaye           | |
| 1993      | Lov na Lauru                                       | Laura Black               | TV film |
| 1993      | Simpsonovi                                         | Samu sebe (hlas)          | díl: „The Front“                                                                                                   |
| 1993      | Freaked                                            | Skye Daley                | |
| 1993      | Příběhy ze záhrobí                                 | Norma                     | díl: „Came the Dawn“                                                                                               |
| 1994      | Un amore americano                                 | Greta                     | TV film |
| 1994      | Sedmé patro                                        | Kate Fletcher             | |
| 1995      | Nic netrvá věčně                                   | Dr. Beth Taft             | TV film |
| 1996      | Maniak                                             | Mimi Wolverton            | |
| 1996      | Přátelé                                            | Erika Fordová             | díl: „The One After the Superbowl: Part 1“                                                                         |
| 1996–2000 | Správná Susan                                      | Susan Keaneová            | 93 dílů, také producentka nominace na Zlatý glóbus v kategorii Nejlepší herečka v seriálovém muzikálu nebo komedii |
| 1997      | The Larry Sanders Show                             | samu sebe                 | 1 díl |
| 1998      | The Almost Perfect Bank Robbery                    | Cyndee Lafrance           | TV film |
| 1998      | Maléry paní Margaret                               | Lily                      | |
| 1999      | The Weekend                                        | Nina                      | |
| 1999      | Černá a bílá                                       | Sam Donager               | |
| 1999      | Ženich na útěku                                    | Buckley Hale-Windsor      | |
| 2000      | Válka hormonů                                      | Kate                      | |
| 2000      | Massholes                                          | samu sebe                 | |
| 2001      | Kauza: Dítě                                        | Janine Nielssen           | TV film |
| 2001      | Třeba mě sežer                                     | Erlene                    | díl: „Erlene and Boo“                                                                                              |
| 2002      | Vdovy                                              | Shirley Heller            | |
| 2003      | Miss Spider's Sunny Patch Kids                     | Miss Spider (hlas)        | TV film |
| 2003      | Gary the Rat                                       | Cassandra Harrison (hlas) | díl: „Future Ex-Wife“                                                                                              |
| 2003      | Regarding Ardy                                     |                           | |
| 2004      | I'm with Her                                       | Ivy Tyler                 | díl: „Poison Ivy“                                                                                                  |
| 2004      | Náš italský manžel                                 | Charlene Taylor           | |
| 2004      | Gone, But Not Forgotten                            | Betsy Tannenbaum          | TV film |
| 2004      | Zlatá sedmdesátá                                   | Pamela Burkhart           | 7 dílů |
| 2004      | Velikonoční dobrodružství                          | Harriet Hare (hlas)       | |
| 2005      | New Car Smell                                      | April                     | TV film |
| 2005      | Bob the Butler                                     | Anne Jamieson             | |
| 2005      | Vzpomínáme                                         | Betsy Tannenbaum          | |
| 2006      | Zákon a pořádek: Zločinné úmysly                   | Kelly Sloane-Raines       | díl: „Siren Call“                                                                                                  |
| 2006      | Plastická chirurgie s. r. o.                       | Faith Wolper              | 3 díly |
| 2007      | Dva a půl chlapa                                   | Danielle Stewert          | díl: „That's Summer Sausage, Not Salami“                                                                           |
| 2007      | Batman vítězí                                      | Julie (hlas)              | díl: „Riddler's Revenge“                                                                                           |
| 2007      | Bag Boy                                            | paní Hartová              | |
| 2007–2009 | Hannah Montana                                     | Mileyina máma             | 3 díly |
| 2008      | Liga spravedlivých: Nová hranice                   | Carol Ferris              | dabing |
| 2008      | Půlnoční vlak                                      | Susan Hoff                | TV film |
| 2008      | Zlatovláska a 3 medvědi                            |                           | dabing |
| 2008–2009 | Džungle rtěnek                                     | Wendy Healyová            | 20 dílů |
| 2009      | Hannah Montana                                     | Mileyna máma              | nebyla uvedena v titulcích                                                                                         |
| 2010      | Funny or Die uvádí...                              | spící celebrita           | 1 díl |
| 2010      | Who Do You Think You Are?                          | samu sebe                 | díl: „Brooke Shiieds“                                                                                              |
| 2010      | Chlupatá odplata                                   | Tammy Sanders             | |
| 2010      | Wolfsbergská bestie                                | madam Varcolac            | TV film |
| 2010–2018 | Průměrňákovi                                       | Rita Glossnerová          | 6 dílů |
| 2011      | Holka s prknem                                     | Caroline                  | TV film |
| 2011      | The Greening of Whitney Brown                      | Joan Brown                | |
| 2012–2013 | Late Night with Jimmy Fallon                       | Lady Nora                 | 4 díly |
| 2013      | Army Wives                                         | Katherine 'Kat' Young     | 5 dílů |
| 2013      | The Hot Flashes                                    | Beth Humphrey             | |
| 2013      | Super Fun Night                                    | Alison Lockridge          | díl: „Go with Glorg“                                                                                               |
| 2013      | A Monsterous Holiday                               | Betsy (hlas)              | |
| 2014–2018 | Creative Galaxy                                    | Seraphina (hlas)          | 11 dílů |
| 2014      | Under Wraps                                        | Jean (hlas)               | |
| 2014      | The Michael J. Fox Show                            | Deborah                   | 2 díly |
| 2014      | Adventure Planet                                   | (hlas)                    | |
| 2014–2018 | Mr. Pickles                                        | paní Goodmanová           | 27 dílů |
| 2016      | Záhada v květinářství: Držet jazyk za zuby         | Abby Knight               | TV film |
| 2016      | Záhada v květinářství: Utnuto v počátku            | Abby Knight               | TV film |
| 2016      | Záhada v květinářství: Květiny na věčnost          | Abby Knight               | TV film |
| 2016      | Scream Queens                                      | Dr. Scarlett Lovin        | díl: „Lovin the D“                                                                                                 |
| 2016      | When Calls the Heart                               | Charlotte Thornton        | 2 díly |
| 2017      | Michael Bolton's Big, Sexy Valentine's Day Special | samu sebe                 | TV speciál |
| 2017      | Nightcap                                           | samu sebe                 | díl: „What Would Staci Do?“                                                                                        |
| 2017–2018 | Zákon a pořádek: Útvar pro zvláštní oběti          | Sheila Porter             | 5 dílů |
| 2018–2019 | Jane the Virgin                                    | River Fields              | vedlejší role (4.–5. řada), 14 dílů                                                                                |
| 2018      | Murphy Brown                                       | Holly Mackin Lynne        | díl: „The Coma and the Oxford Comm“                                                                                |
| 2019      | Glamorous                                          | Madolyn                   | TV film |
| 2020      | My Boyfriend's Meds                                | Alicia                    | |